# La Canne
Pour les articles homonymes, voir Canne.
La Canne est un téléfilm français d'Arlen Papazian sorti en 1972.

## Fiche technique
- Réalisation : Arlen Papazian
- Scénario : Arlen Papazian, adapté d'après le roman éponyme de Vahé Katcha
- Société de production : ORTF
- Pays d'origine : France
- Date de diffusion : 23 novembre 1972 sur la 1re chaîne

## Distribution
- Grégoire Aslan : Guestarmus
- Jean-Paul Coquelin : M. Canello
- Maxence Mailfort : Fred
- Dominique Wilms : Myriam Hork
- François Chalais : Le journaliste
- Jean-Pierre Moutier : Vachan
- Philippe Clay : John Kartope
- Marcel Dalio
- Philippe Mareuil